# Риджфілд (Коннектикут)
Риджфілд (англ. Ridgefield) — місто (англ. town) в США, в окрузі Ферфілд штату Коннектикут. Населення — 25 033 особи (2020).

### Клімат
| Клімат : Риджфілд       | Клімат : Риджфілд | Клімат : Риджфілд | Клімат : Риджфілд | Клімат : Риджфілд | Клімат : Риджфілд | Клімат : Риджфілд | Клімат : Риджфілд | Клімат : Риджфілд | Клімат : Риджфілд | Клімат : Риджфілд | Клімат : Риджфілд | Клімат : Риджфілд | Клімат : Риджфілд |
| Показник                | Січ.              | Лют.              | Бер.              | Квіт.             | Трав.             | Черв.             | Лип.              | Серп.             | Вер.              | Жовт.             | Лист.             | Груд.             | Рік               |
| Абсолютний максимум, °C | 21,7              | 25,0              | 33,3              | 35,0              | 36,1              | 36,7              | 41,1              | 39,4              | 37,8              | 31,7              | 27,8              | 24,4              | 41,1              |
| Середній максимум, °C   | 2,2               | 4,4               | 9,4               | 16,1              | 22,2              | 27,2              | 29,4              | 28,3              | 23,9              | 17,2              | 10,6              | 4,4               | 16,4              |
| Середній мінімум, °C    | −7,2              | −5,6              | −1,7              | 3,9               | 8,9               | 15,0              | 17,8              | 16,7              | 11,7              | 5,6               | 1,1               | −3,9              | 5,2               |
| Абсолютний мінімум, °C  | −27,8             | −23,3             | −22,8             | −10               | −3,3              | 2,2               | 4,4               | 3,3               | −2,2              | −7,2              | −12,2             | −23,9             | −27,8             |
| ----------------------- | ----------------- | ----------------- | ----------------- | ----------------- | ----------------- | ----------------- | ----------------- | ----------------- | ----------------- | ----------------- | ----------------- | ----------------- | ----------------- |
| Джерело:                |                   |                   |                   |                   |                   |                   |                   |                   |                   |                   |                   |                   |                   |

## Демографія
Згідно з переписом 2010 року, у місті мешкало 24 638 осіб у 8801 домогосподарстві у складі 6712 родин. Було 9420 помешкань
Расовий склад населення:
| - 93,9 % — білих - 3,2 % — азіатів - 0,7 % — чорних або афроамериканців - 0,1 % — корінних американців |

До двох чи більше рас належало 1,4 %. Частка іспаномовних становила 3,8 % від усіх жителів.
За віковим діапазоном населення розподілялося таким чином: 29,8 % — особи молодші 18 років, 56,5 % — особи у віці 18—64 років, 13,7 % — особи у віці 65 років та старші. Медіана віку мешканця становила 43,5 року. На 100 осіб жіночої статі у місті припадало 93,7 чоловіків;  на 100 жінок у віці від 18 років та старших — 88,7 чоловіків також старших 18 років.
Середній дохід на одне домашнє господарство  становив 214 695 доларів США (медіана — 151 399), а середній дохід на одну сім'ю — 244 575 доларів (медіана — 182 820). Медіана доходів становила 152 578 доларів для чоловіків та 76 955 доларів для жінок. За межею бідності перебувало 2,3 % осіб, у тому числі 1,4 % дітей у віці до 18 років та 5,6 % осіб у віці 65 років та старших.
Цивільне працевлаштоване населення становило 12 127 осіб. Основні галузі зайнятості: освіта, охорона здоров'я та соціальна допомога — 21,0 %, науковці, спеціалісти, менеджери — 19,3 %, фінанси, страхування та нерухомість — 15,8 %.